# Крутик (Ленинградская область)
Крутик — упразднённая в 1970 году деревня Тосненского района Ленинградской области России. На год упразднения входила в состав Апраксинского сельсовета (административный центр Апраксин Бор), ныне урочище на территории Трубникоборского сельского поселения.

## География
Находилась у реки Равань.

## История
К 1884 году деревня состояла из 19 крестьянских дворов, 69 строений. Усадьба при деревне состояла из 17 строений, в том числе 4 жилых.
В 1907 году усадьбой владел Чермик. В ней было 2 строения, 6 жителей.
Снята с учёта 31 декабря 1970 года решением Ленинградского облсовета из-за отсутствия населения.

### Административно-территориальная принадлежность
К 1884 году деревня вместе с усадьбой входила в Апраксинскую волость Новгородского уезда Новгородской губернии.
По июнь 1930 — в Кривинский сельсовет Любанского района Ленинградского округа, С июля 1930 по декабрь 1944 — в Кривинский сельсовет Тосненского района, с августа 1941 по декабрь 1943 деревня была в оккупации во время Великой Отечественной войны. С января 1944 — в Апраксинском сельсовете Тосненского района.

## Население
В 1928—151 человек.
В 1965 году — 31 человек населения.

## Инфраструктура
Основой экономики было приусадебное хозяйство .